# Lyman Beecher
Lyman Beecher, född 12 oktober 1775 i New Haven, Connecticut, död 10 januari 1863 i Brooklyn, New York, var en amerikansk präst. Han var far till Harriet Beecher Stowe och Henry Ward Beecher.
Beecher tjänstgjorde i olika kongregationalistiska och presbytarianska församlingar och var president vid Lant Theological Seminary i Cincinnati.